# LeToya Luckett
LeToya Nicole Luckett, nota anche con lo pseudonimo di LeToya (Houston, 11 marzo 1981), è una cantautrice e attrice statunitense.
Membro originale delle Destiny's Child, con cui ha vinto due Grammy Award e tre Soul Train Music Award, ha ottenuto successo come solista negli anni 2000, vendendo complessivamente 26 milioni di copie.
Dal 2010 ha intrapreso la carriera come attrice, recitando in numerosi film, tra cui Killers (2010) e Drumline - Il ritmo è tutto (2014), e serie televisive, tra le quali, Treme, Rosewood e Greenleaf.

## Biografia
LeToya è nata a Houston, Texas, e ha un fratello minore, Gavin. Fin da piccola ella ha preso lezioni di canto lirico, inizialmente presso la chiesa battista della città; il padre, anch'egli cantante, si accorge del talento della figlia e decide di spingerla verso una carriera da cantante professionista. Un giorno andando a scuola, ella trova un'altra bambina seduta al suo banco; LeToya chiede all'insegnante di ridarle il suo posto, conoscendo così per la prima volta Beyoncé Knowles.

### 1993-2001: Destiny's Child
Nel 1993, insieme a Beyoncé, Kelly Rowland e LaTavia Roberson, LeToya intraprese la carriera musicale come membro delle Destiny's Child. Dopo aver ottenuto e poi perso un contratto con la Elektra Records, il gruppo venne messo sotto contratto dalla Columbia Records, sotto la guida del manager Mathew Knowles, padre di Beyoncé.
Dopo una prima apparizione nel 1997 nella colonna sonora del film Men in Black, nel 1998 il gruppo pubblica il suo primo album, chiamato semplicemente Destiny's Child, ottenendo successo con i singoli No, No, No, With Me e Get on the Bus. L'anno seguente le ragazze sono chiamate a partecipare alla colonna sonora del film Why Do Fools Fall In Love, con Halle Berry e Vivica A. Fox.
Il secondo album in studio, The Writing's on the Wall, pubblicato nel 1999, divenne inaspettatamente uno dei dischi più venduti degli anni '90 con oltre 8 milioni di copie vendute solo negli USA. Il primo singolo, Bills, Bills, Bills debuttò al primo posto della Billboard Hot 100, seguito da altri due singoli di successo Bug a Boo e Jumpin' Jumpin'.
Alla fine dell'anno, nel bel mezzo del successo internazionale, LeToya e LaTavia chiesero la sostituzione del manager del gruppo, accusato di favorire la figlia Beyoncé e la nipote Kelly Rowland. Di punto in bianco, le due ragazze non vennero più contattate da Knowles, e al momento della registrazione del brano Say My Name, vennero rimpiazzate da Michelle Williams e Farrah Franklin ed estromesse dal gruppo. Le due ex componenti del gruppo entrano in causa legale con il manager, riprendendo il caso più volte nel corso degli anni 2000.

### 2002- 2008: Anjel e il primo album da solista
Nel 2002 le due ragazze annunciano di aver formato un nuovo gruppo, le Anjel, con altre due cantanti trovate tramite audizione. Il gruppo, che si presentò per la prima volta ai Grammy Awards del 2001, intraprese un progetto discografico composto da 22 tracce, denominato Heavenly, che non venne mai pubblicato. Nel 2003, dopo una serie di apparizioni televisive, il gruppo si sciolse a seguito del fallimento della casa discografica 581 Entertainment, con cui avevano firmato il contratto.
Nel 2003 LeToya apre una grande boutique di successo nel centro commerciale Uptown Park di Houston, chiamata Lady L. Il negozio è provvisto di un'ampia gamma di linee femminili, tra cui perfino quella creata da Beyoncé, House Of Dereon. Dopo il successo di questa attività, sembra che ci sia l'intenzione da parte di LeToya di aprirne un'altra in un'altra città, e soprattutto di disegnare una propria linea di abbigliamento.
Nello stesso anno ottiene un contratto importante con la Capitol Records. L'artista inizia presto a lavorare su alcuni singoli, tra cui You Got What I Need e All Eyez On Me; la cantante appare anche sulla colonna sonora del film Coach Carter col brano What Love Can Do. Dopo l'uscita di molti mixtape realizzati con l'aiuto di alcuni dei più famosi disc jockey di Houston, nel luglio del 2006 pubblica il primo album ufficiale da solista, intitolato semplicemente LeToya. Il disco debutta al numero 1 nella Billboard 200, ricevendo la certificazione di disco di platino, con oltre 1 milione di copie vendute entro l'anno.
L'album, con produzioni di Jermaine Dupri, Scott Storch, Teddy Bishop e Bryan Michael Cox, viene anticipato dal singolo Torn, il quale esordisce alla seconda posizione delle classifiche R&B e entra nella top40 della Billboard Hot 100. Il secondo singolo, She Don't, entra nella top20 delle classifiche R&B.  LeToya riceve molte nomination alle principali nelle premiazioni, tra cui ai Soul Train Music Award, ai NAACP Image Awards e ai Teen Choice Awards.
IL successo dell'album permette alla cantante di apparire come artista d'apertura dei concerti di Mary J. Blige.

### 2009 - 2015:Lady Lovee il debutto come attrice
Il secondo album di LeToya, intitolato Lady Love, esce il 25 agosto 2009, e debutta al numero 1 della Top R&B/Hip-Hop Albums e al numero 12 della Billboard 200, con oltre 33 000 copie vendute. Già il 3 febbraio 2009 esce il primo singolo ufficiale, Not Anymore, un brano molto vicino al sound del soul di vecchia data, scritto dall' "hit-maker" Ne-Yo; il pezzo entra nella top20 della Hot R&B/Hip-Hop Songs di Billboard, ma non nella Billboard Hot 100. L'artista pubblica successivamente un contest sul suo sito ufficiale e sulla pagina di MySpace per permettere ai fan di scegliere il secondo singolo tratto dall'album in uscita, tra Regret e She Ain't Got Sh*t On Me. I fan scelgono quest'ultimo pezzo, caratterizzato da un ritmo molto veloce e ballabile. LeToya dichiara comunque che saranno entrambi singoli, e infatti Regret, che vanta la presenza del rapper Ludacris, esce come terzo singolo. Grazie a questa collaborazione la cantante rientra nella Hot 100 e nella top10 della classifica R&B, dove Regret raggiunge la posizione numero 8.
L'anno successivo viene scelta come membro del cast del film Killers di Robert Luketic, per entrare nel cast della serie televisiva Treme nel ruolo di Alison Myers. Dopo aver preso parte al remake del film In ricchezza e in povertà, dal 2013 recita nella serie Regular Show e nel film televisivo Un'allenatrice speciale. Nel 2014 prende parte al film Drumline - Il ritmo è tutto e nella serie televisiva Single Ladies.
Sempre nel corso del 2014, LeToya Luckett annuncia il suo ritorno in scena con la futura pubblicazione dell'album Until Then. Nel mese successivo, l'artista pubblica il suo primo singolo dopo molti anni, Don't Make Me Wait, successivamente riedito con un remix in collaborazione con T.I. L'anno successivo, la cantante pubblica nuovi singoli intitolati I'm Ready e Together.
Nel 2015 prende parte a diverse serie televisive, tra cui Ballers e Truth Be Told.

### 2016 - presente:Back 2 Lifee nuovi progetti cinematografici e televisivi
Nel corso del 2016 interpreta diversi ruolo in numerose serie televisive, tra cui Here We Go Again e Real Husbands of Hollywood, ottenendo successo grazie a Rosewood nel ruolo di Tawnya.
Nel dicembre 2017, LeToya pubblica il singolo Back 2 Life ed annuncia di aver cambiato il titolo del suo terzo album da Until Then a Back 2 Life. L'album viene poi pubblicato il 12 maggio 2017, promosso anche attraverso il secondo singolo Used To, debuttando alla posizione numero 91 della Billboard 200.
Dal 2017 entra a far parte del cast della serie televisiva Greenleaf nel ruolo di Rochelle Cross. Nel corso del 2018 prende parte a diversi progetti cinematografici e televisivi, tra cui il film biografico Dionne di Dionne Warwick e Down For Whatever. Oltre ad essere riconfermata in Greenleaf, recita nelle serie televisive Unsolved e T.I. & Tiny: Friends & Family Hustle.
Nel 2020 viene scelta nel cast del film Until We Meet Again, mentre viene riconfermata dopo un anno di pausa nella serie Greenleaf. Nel 2022 recita in alcuni film televisivi, tra cui Line Sisters distribuito dalla rete televisiva statunitense Lifetime, oltre che nella serie televisiva Power Book III: Raising Kanan.

## Vita privata
Nel gennaio 2016, Luckett e lo speaker Rob Hill Sr. si sposano segretamente dopo un anno di frequentazione, divorziando due mesi dopo la cerimonia.
Nell'agosto 2017, LeToya ha annunciato il suo fidanzamento con l'imprenditore Tommicus Walker, sposandosi il 10 dicembre dello stesso anno. Il 4 gennaio 2019 nasce la prima figlia della coppia, Gianna Iman Walker. Il secondogenito, Tysun Wolf Walker, è nato il 14 settembre 2020. Nel gennaio 2021, la coppia ha annunciato il loro divorzio, avvenuto nell'aprile dello stesso anno.

## Cause legali

### Destiny's Child
Nel 2000, successivamente alla pubblicazione del secondo album in studio del gruppo The Writing's on the Wall, viene annunciato che Letoya Luckett e LaTavia Roberson non faranno più parte delle Destiny's Child, sostituite dai nuovi membri Michelle Williams e Farrah Franklin. Le due ex componenti avviano una causa legale contro il manager Mathew Knowles, sostenendo che il manager «ha tentato di ottenere la tutela legale come tutore di Luckett e Roberson, si è rifiutato di condividere informazioni finanziarie con loro e i loro genitori e le abbia sostituite senza informarle». Le due ex componenti hanno infatti raccontato di essere venute a conoscenza della loro uscita dal gruppo guardando il video realizzato per il brano Say My Name.
Roberson ha raccontato «Matthew non usava mezzi termini e può essere difficile accettare quel tipo di critica quando sei una ragazzina, [...] Noi cercavamo di non farci separare, essendo amiche di lunga data».

## Discografia
- LeToya - 2006
- Lady Love - 2009
- Back 2 Life - 2017

### Con le Destiny's Child
- Destiny's Child (1998)
- The Writing's on the Wall (1999)

## Filmografia

### Televisione
- Un genio in famiglia - serie TV, 1 episodio (1998)
- Treme - serie TV, 9 episodi (2011-2012)
- Regular Show - serie TV, 2 episodi (2013)
- Un'allenatrice speciale, film TV, regia di Pierre Bagley (2013)
- Single Ladies - serie TV, 16 episodi (2014-2015)
- Seasons of Love, film TV, regia di Princess Monique (2014)
- Where's the Love?, film TV, regia di Trey Haley (2014)
- Ballers - serie TV, 2 episodi (2015)
- Truth Be Told - serie TV, 1 episodio (2015)
- Lucky Girl, film TV, regia di Greg Carter (2015)
- Here We Go Again - serie TV, 8 episodi (2016)
- Real Husbands of Hollywood - serie TV, 3 episodi (2016)
- Rosewood - serie TV, 7 episodi (2016-2017)
- Addicted to You, film TV, regia di Ogden Bass e Patricia Cuffie-Jones (2016)
- Greenleaf - serie TV, 21 episodi (2017-2020)
- Unsolved - serie TV, 4 episodi (2018)
- T.I. & Tiny: Friends & Family Hustle - serie TV, 34 episodi (2018-2021)
- Power Book III: Raising Kanan - serie TV, 8 episodi (2022)
- Black Music Honors, programma TV, conduttrice (2022-2023)
- Line Sisters, film TV, regia di Tailiah Breon (2022)
- The Great Holiday Bake War, film TV, regia di Lisa France (2022)
- A Miracle Before Christmas, film TV, regia di LazRael Lison (2022)

### Cinema
- Killers - regia di Robert Luketic (2010)
- In ricchezza e in povertà, regia di Bryan Spicer (2012)
- Drumline - Il ritmo è tutto, regia di Bille Woodruff (2014)
- Dionne, regia di Dionne Warwick (2018)
- Down For Whatever, regia di Timothy Wayne Folsome (2018)
- Until We Meet Again, regia di Pece Dingo (2020)
- Renaissance: a film by Beyoncé, regia di Beyoncé (2023) - cameo

## Doppiatrici italiane
- Domitilla D'Amico in Unsolved